# ТЕС Амбоїманамбола (1, 2)
ТЕС Ambohimanambola (Noor 1, 2) — теплова електростанція на Мадагаскарі, у кількох кілометрах на схід від столиці країни Антананаріву. Станом на середину 2010-х років була найпотужнішою ТЕС країни, призначеною для обслуговування мереж загального користування (ТЕС Амбатові має більшу потужність, проте працює для потреб нікелевого рудника). Втім, по завершенні другої черги ТЕС Aksa перевершить можливості станції Noor.
В середині 2010-х років з метою подолання великого енергодефіциту на Мадагаскарі реалізували низку проектів у галузі теплової енергетики. Одним з них стало встановлення французькою компанією Axian Group (належить родині індійського походження та діє в регіоні Індійського океану) двох газових турбін загальною потужністю 48 МВт (станція Noor 1). В 2016 році їх доставили на літаках Ан-124 та змонтували для роботи у відкритому ціклі. Місце для розміщення обладнання обрали поруч з іншими генеруючими об'єктами, як то ТЕС Амбоїманамбола I (12 МВт, належить приватній компанії Hydelec) та ТЕС Амбоїманамбола II (25 МВт, належить державній JIRAMA), що дозволяло частково використати вже існуючу інфраструктуру.
А в січні 2018 року британська Aggreko, відома передусім діяльністю з надання генеруючих потужностей в оренду, запустила поряд третю газову турбіну потужністю 28 МВт (Noor 2).
Як паливо турбіни станцій Noor 1 та Noor 2 використовують нафтопродукти.